# Gulberwick

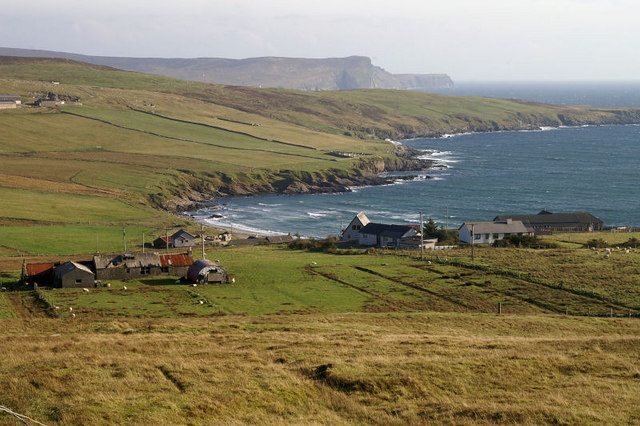
Blick von Südwesten auf den Ort

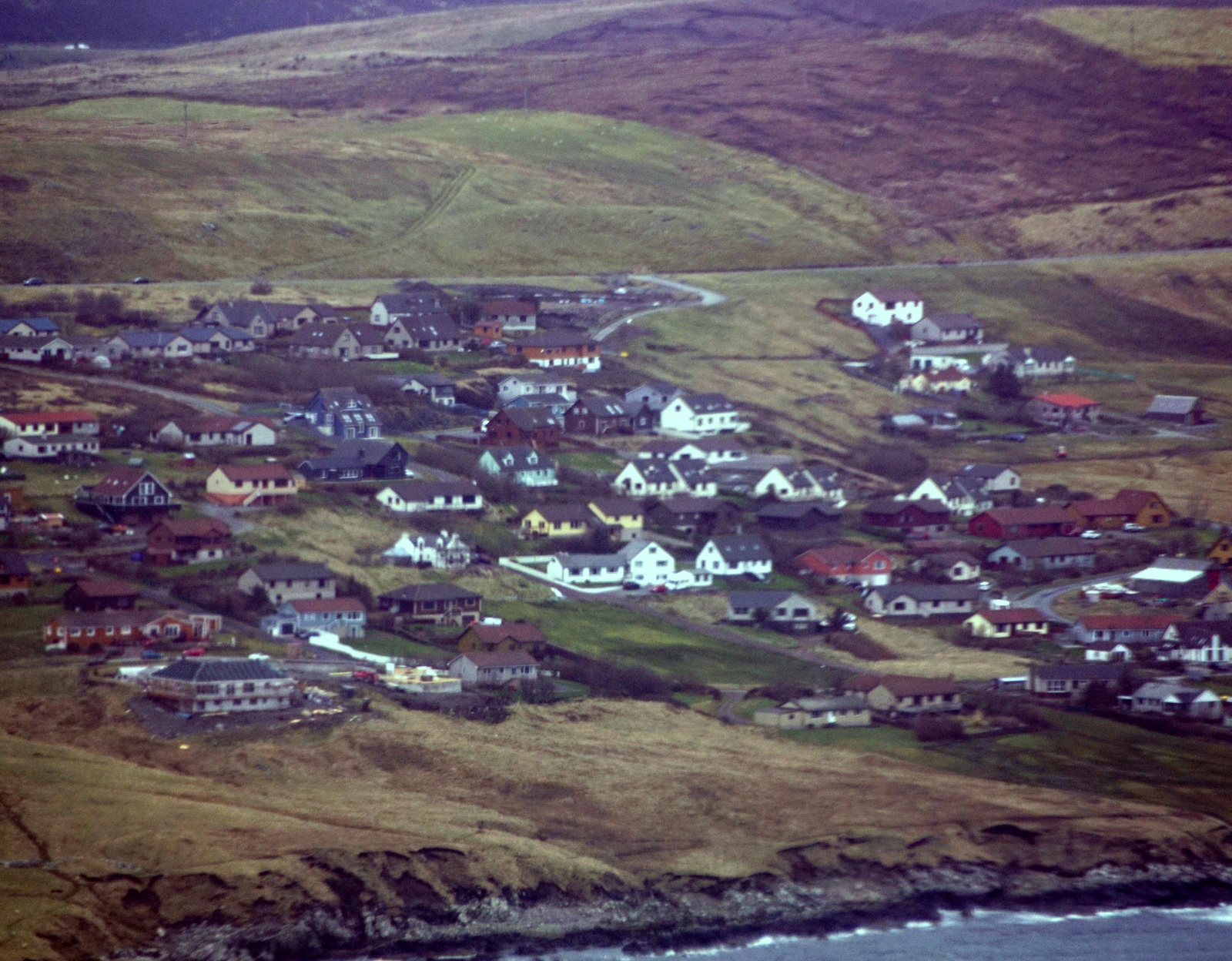
Blick vom Meer auf den Ort

Gulberwick ist eine Ortschaft, die in Schottland im Süden der Shetlandinseln liegt.

## Geographie
Gulberwick liegt im Süden von Mainland an einer Bucht, die den Ort im Osten begrenzt. Diese ist der Gulber Wick. Nach Lerwick sind es vier Kilometer im Nordosten. Weitere Ortschaften in der Nähe sind Brindister im Süden und Scalloway im Westen.

## Historisches
Im Rahmen der historischen Gliederung Schottlands in Civil Parishes zählt Gulberwick zu Lerwick. Die Kirche von Gulberwick ist als Listed Building der Kategorie C eingestuft worden.

## Verkehr
Durch Gulberwick verläuft der südliche Teil der A970, der Sumburgh mit Lerwick verbindet.